# Quecksilberporosimetrie
Die Quecksilberporosimetrie ist ein Analyseverfahren, um verschiedene quantifizierbare Aspekte eines porösen oder pulvrigen Materials zu bestimmen, wie die Porengrößenverteilung, das Gesamtporenvolumen, die innere Oberfläche, die Schüttdichte und die absolute Dichte.

## Durchführung
Die Technik umfasst das Eindringen einer nicht-benetzenden Flüssigkeit, wie Quecksilber, bei hohem Druck in ein Material unter Verwendung eines Porosimeters. Die Porengröße wird als Funktion des äußeren Drucks bestimmt, der notwendig ist, um die Flüssigkeit in eine Pore gegen die Oberflächenspannung der Flüssigkeit zu drücken.
Für zylindrische Poren gilt die sogenannte Washburn-Gleichung:
{\displaystyle P_{L}-P_{G}=-{\frac {4\sigma \cos \theta }{D_{P}}}}
{\displaystyle P_{L}} = Druck der Flüssigkeit
{\displaystyle P_{G}} = Druck des Gases
{\displaystyle \sigma } = Oberflächenspannung der Flüssigkeit
{\displaystyle \theta } = Kontaktwinkel der Flüssigkeit
{\displaystyle D_{P}} = Porendurchmesser
Die Technik wird in der Regel unter Vakuum durchgeführt. Der Kontaktwinkel von Quecksilber mit den meisten Feststoffen liegt zwischen 135° und 142°. Die Oberflächenspannung von Quecksilber bei 20 °C unter Vakuum beträgt 480 mN/m. Durch Einsetzen erhält man:
{\displaystyle D_{P}={\frac {1470\ {\text{kPa}}\cdot \mu {\text{m}}}{P_{L}}}}
Mit zunehmendem Druck nimmt auch das kumulative Porenvolumen zu. Aus dem kumulativen Porenvolumen kann die mittlere Porengröße bestimmt werden.
Eine Ableitung der kumulativen Porenvolumenverteilung ergibt eine differentielle Porenradienverteilung.
Textilien, wie zum Beispiel die Stoffe von Fall- und Gleitschirmen, werden mit dem Porosimeter auf ihre Luftdurchlässigkeit gemessen. Dazu wird eine definierte Menge Luft mit einem definierten Druck durch den Stoff gepresst. Die verstrichene Zeit gibt an, wie porös der Stoff ist. Der Test wird an verschiedenen Stellen des Gewebes durchgeführt.

## Anwendungsbeispiele
Mittels Quecksilberporosimetrie wurde an Knochen bronzezeitlicher Skelette aus Cladh Hallan der Abbaugrad durch körpereigene Bakterien aus dem Verdauungstrakt ermittelt und festgestellt, dass die Verstorbenen nach ihrem Tode künstlich konserviert wurden.